# Sumber Makmur (Limapuluh)
Sumber Makmur is een bestuurslaag in het regentschap Batu Bara van de provincie Noord-Sumatra, Indonesië. Sumber Makmur telt 1894 inwoners (volkstelling 2010).